# Aldo Peruzzo
Aldo Peruzzo (Genova, 20 maggio 1924 – Arenzano, 9 settembre 2013) è stato un calciatore italiano, di ruolo attaccante.

## Carriera
Ha disputato 4 incontri del campionato di Serie A 1948-1949 con la maglia della Lucchese, esordendo in massima serie il 13 marzo 1949 in occasione della sconfitta esterna contro la Juventus, nella quale realizzò la rete del definitivo 2-1.
Ha inoltre disputato tre campionati di Serie B nelle file di Reggiana e Catania, per complessive 64 presenze e 13 reti fra i cadetti.